# Thorsten Schleif

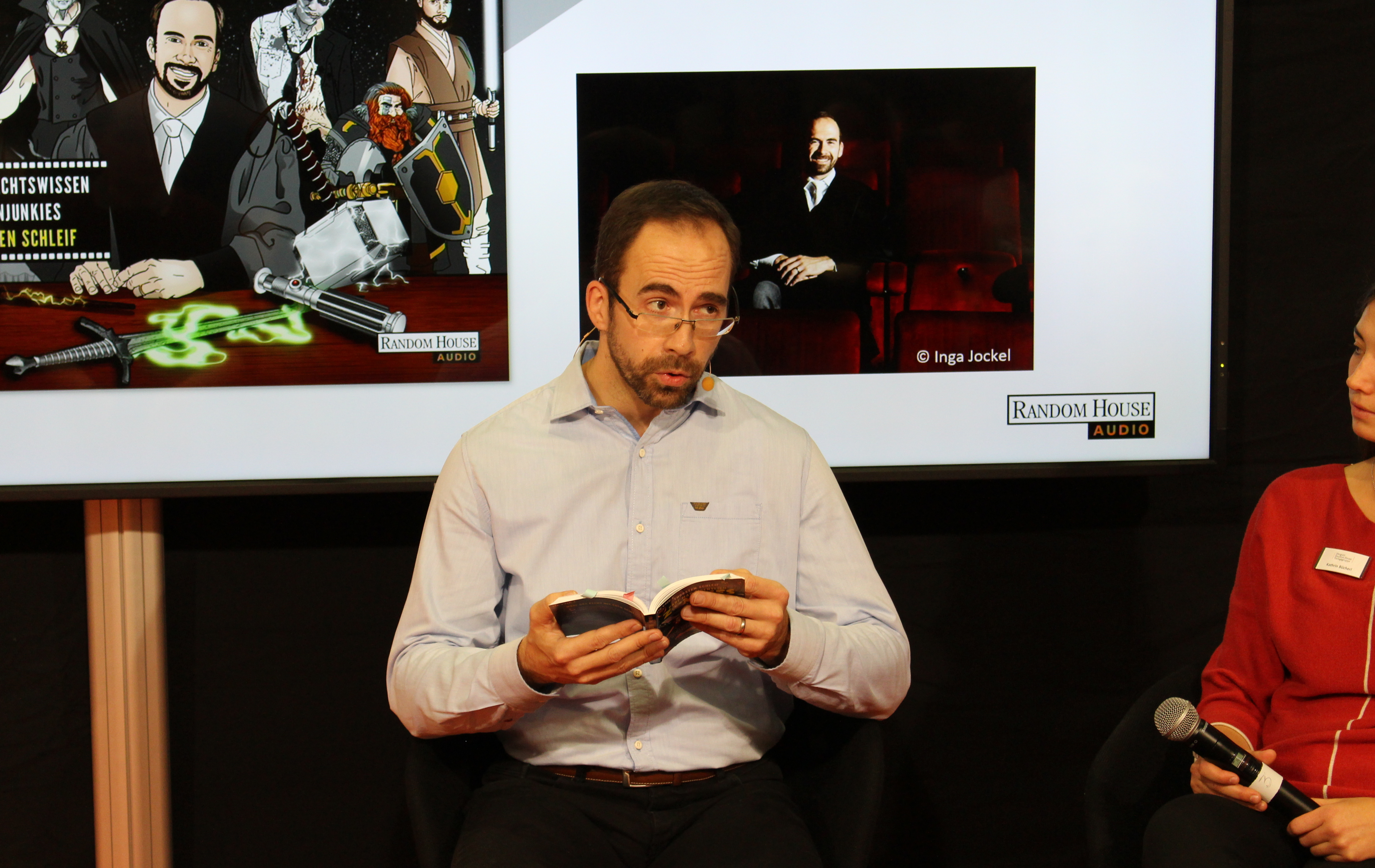
Thorsten Schleif (2023)

Thorsten Schleif (geboren 1980) ist ein deutscher Amtsrichter. Außerdem ist er Autor von Sachbüchern und Kriminalromanen.
Sein 2019 erschienenes Buch mit dem Titel Urteil: ungerecht: Ein Richter deckt auf, warum unsere Justiz versagt, in dem er die Zustände an deutschen Gerichten kritisiert, löste deutschlandweit ein breites Medienecho aus.

## Leben
Schleif studierte Rechtswissenschaften an der Rheinischen Friedrich-Wilhelms-Universität Bonn und ist seit 2007 Richter. Nach Stationen am Landgericht Düsseldorf und in der Verwaltung des Oberlandesgerichts war er von 2014 bis 2018 alleiniger Ermittlungsrichter für die Amtsgerichte Dinslaken und Wesel. Derzeit ist er Vorsitzender des Schöffengerichts und Jugendrichter am Amtsgericht Dinslaken. Daneben ist er an der Ausbildung von Rechtsreferendaren beteiligt.
Schleif hat zwei Kinder und lebt in Duisburg.

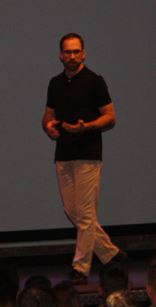
Thorsten Schleif (2019)

### Buchveröffentlichung
2019 veröffentlichte Schleif das Buch Urteil: ungerecht: Ein Richter deckt auf, warum unsere Justiz versagt. Darin bescheinigte er der Richterschaft eine Mischung aus zu wenig Selbstbewusstsein einerseits und andererseits Arroganz. Mangelhafte Ausbildung und Ausstattung, gefährliche Überlastung bei schlechter Bezahlung im Vergleich zu Großkanzleien und Intransparenz bei Beförderungen seien Missstände, zu denen er nicht länger schweigen wolle. Der Rechtsstaat sei in schlechtem Zustand und nahe am Abgrund, das Misstrauen der Bevölkerung wachse. Kriminelle nähmen das Rechtssystem nicht mehr ernst, kriminelle Clans hätten mittlerweile ihre eigene Parallel-Gerichtsbarkeit.
Es gebe Probleme, geeigneten Nachwuchs zu finden, und Aus- und Weiterbildung vermittelten nicht, was im Berufsleben benötigt werde: „Es ist, als arbeite man nach einem Erste-Hilfe-Kurs für den Führerschein im Rettungsdienst“. Richter seien in Aussagepsychologie kaum geschult. So seien sie bei der Beurteilung von Zeugenaussagen kaum kompetenter als Laien, wodurch „Fehlurteile vorbestimmt“ seien. Dabei neigten sie mehr als andere Berufsgruppen zur Selbstüberschätzung. Auch die Unabhängigkeit der Justiz sei geringer ausgeprägt als in anderen europäischen Ländern oder den USA, Spitzenposten würden in vielen Bundesländern von der Landesregierung besetzt. Aus Unsicherheit und der Sorge, vom Bundesgerichtshof Rechtsfehler vorgehalten zu bekommen, würden oft milde Strafen verhängt, da überlastete Staatsanwaltschaften seltener Revision einlegten als unzufriedene Angeklagte. Dadurch würde gegen rückfällige Verurteilte oft Bewährungsstrafe auf Bewährungsstrafe folgen, obwohl deren Bewährung eigentlich widerrufen werden müsste. Die Arbeitsbelastung sei extrem und ungleich verteilt, wie auch bei Polizei und Staatsanwaltschaft sei die Personaldecke über alle Ebenen zunehmend dünn, er selbst habe anfangs zeitweise 80 bis 90 Stunden an sieben Tagen in der Woche gearbeitet.

### Resonanz
Thomas Hesse kommentierte auf RP Online, Schleif urteile „hart, aber klar und wissend über den Zustand der deutschen Justiz“. Er schreibe genau und sachlich, baue seine Situationsbeschreibung strukturiert auf und berichte faktenreich aus der Wirklichkeit. So mache er ein schwieriges Thema nachvollziehbar und gehe „auf – nicht emotionsfreies – Rechtsempfinden und dröge juristische Rahmenbedingungen gleichermaßen“ ein.
Thomas Fischer bezeichnete das Buch auf Spiegel Online hingegen als „Alarm-Geschrei“. Das Buch sei nicht durchweg „falsch“, es gebe in der Strafjustiz durchaus Schwachstellen und Fehlentwicklungen, die jedoch weder neu seien noch „explosionsartig zugenommen“ hätten. Sie seien aber nicht so schlicht und eindimensional, dass man sie auf diese Weise darstellen, erklären oder lösen könne.
Der Deutsche Richterbund wollte auf Medienanfragen hin zu Schleifs Vorwürfen keine Stellung nehmen.
Schleifs weiteres Buch „Wo unsere Justiz versagt – Von Messerstechern, Kinderschändern und Polizistenmördern. Ein Richter deckt auf“ (2022) wurde erneut von Thomas Fischer rezensiert: Schleif schreibe im „Tonfall rechtsradikaler Populisten“, wie er „bevorzugt von der AfD“ verbreitet werde. Er betreibe keine kriminologisch-kritische Analyse, zudem sei es unangemessen, angebliches Versagen Anderer überwiegend „mit Beispielen aus selbst entschiedenen Fällen zu illustrieren, in denen jemand anderer Ansicht war als er selbst.“

## Äußerungen zu aktuellen Themen
Im September 2020 kritisierte Schleif die seiner Meinung nach „existenzgefährdenden“ Eingriffe in die Grundrechte während der Corona-Krise. Die Justiz hätte diese Eingriffe verhindern müssen. Doch viele seiner Kollegen seien „aus Panik“ der Regierungslinie gefolgt.

## Bücher
- Urteil: ungerecht. Ein Richter deckt auf, warum unsere Justiz versagt. riva-Verlag, München 2019, ISBN 978-3-7423-1150-4. (Auszug bei Google Books)
- Endlich richtig entscheiden: Der Richter verrät seine besten Strategien. riva-Verlag, München 2020, ISBN 978-3-7423-1439-0.
- Wo unsere Justiz versagt: Von Messerstechern, Kinderschändern und Polizistenmördern. Ein Richter deckt auf. riva-Verlag, München 2022, ISBN 978-3-7423-2045-2. (Auszug bei Google Books)
- Richter morden besser. Roman. Heyne, München 2022, ISBN 978-3-453-42616-0.
- Richter jagen besser. Roman. Heyne, München 2023, ISBN 978-3-453-42747-1.
- Darf man eigentlich Zombies töten? Heyne, München 2023, ISBN 978-3-453-42852-2
- Richter sterben besser. Roman. Heyne, München 2024, ISBN 978-3-453-42945-1.